# Anders Sjunnesson
Anders S Sjunnesson, född 20 september 1927 i Stockholm, död 29 maj 1996, var en svensk arkitekt. 
Sjunnesson, som var son till av intendent Nils Sjunnesson och Karin Almquist, avlade studentexamen i Bromma 1946 och utexaminerades från Kungliga Tekniska högskolan 1952. Han anställdes hos arkitekt Gustaf Lettström i Stockholm 1952, hos Backström & Reinius Arkitekter AB 1953 och innehade eget arkitektkontor i Hultsfred från 1956. Han var stadsarkitekt i Hultsfreds köping 1956–1963, i Sevede landskommun från 1961 och i Gamleby landskommun från 1964.